# Mansigné
Mansigné là một xã thuộc tỉnh Sarthe trong vùng Pays-de-la-Loire tây bắc nước Pháp. Xã này có diện tích 36,5 km2, dân số năm 2006 là 1516 người.